# Quante (Unternehmen)
Die Quante AG war ein ursprünglich selbständiges Telekommunikationsunternehmen mit dem Unternehmenshauptsitz in Wuppertal. Die Traditionsfirma zählte zu den Pionieren der modernen Fernmeldetechnik. Quante wurde im Jahr 2000 vom US-Konzern 3M übernommen und firmierte später unter anderem noch als Tochterunternehmen Quante GmbH mit dem Unternehmenssitz in Neuss.

## Profil

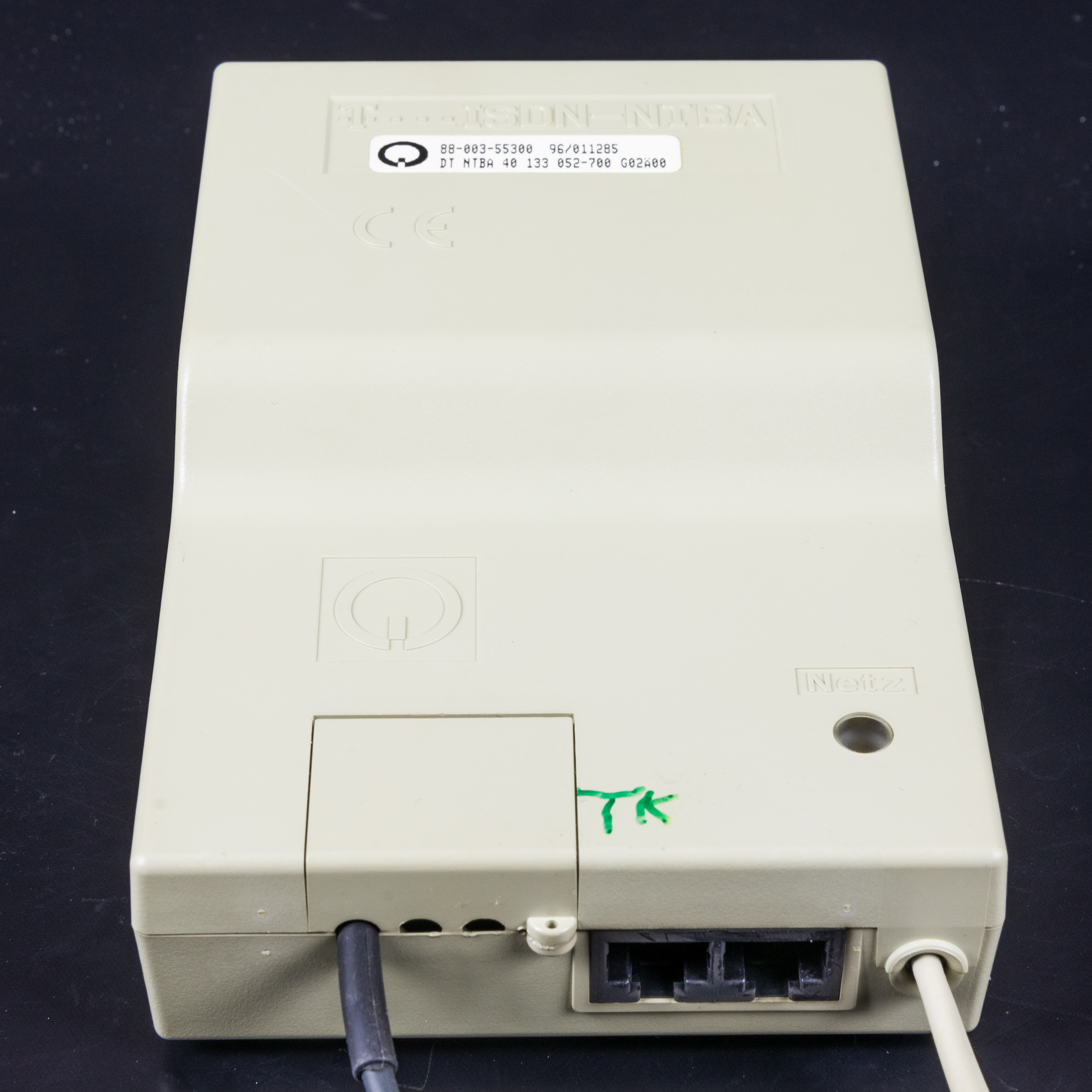
NTBA der Deutschen Telekom, hergestellt von Quante

Als selbständiges Unternehmen war Quante ein führender Anbieter im Bereich Telekommunikationstechnik. Eins der bekanntesten Produkte waren die Telefonhäuschen des Unternehmens.
Neben dem Standort in Wuppertal hatte das Unternehmen einen Standort in Hattingen sowie Werke in Pont-Chateau und Rungis in Frankreich, Snailwell in England und Frankenmarkt in Österreich. Im Jahr 2000 beschäftigte das Unternehmen weltweit rund 2400 Mitarbeiter. 1999 wurde ein Jahresumsatz von fast 700 Millionen DM und ein Gewinn von 10,9 Millionen DM erzielt.

## Geschichte
Der Schlossermeister Wilhelm Quante gründete 1892 in Elberfeld (heute Stadtteil von Wuppertal) ein Unternehmen, das sich mit der Herstellung von Herden und Öfen befasste.
Bereits wenige Jahre nach der Gründung nahm das Unternehmen Reparaturaufträge an Telegrafen und Fernsprechleitungen von der Kaiserlichen Post an. 1910 erfolgte dann die Fabrik für Telegrafenbaumaterialien und Apparate (später: Wilhelm Quante Spezialfabrik für Apparate der Fernmeldetechnik). In den Kriegsjahren zwischen 1942 und 1944 wurden Arbeiterinnen aus Russland bzw. der Ukraine beschäftigt, die Aufzeichnungen zu den damaligen Vorgängen sind aber sehr lückenhaft. Aus dieser Verantwortung trat die Quante zur Stiftungsinitiative „Erinnerung, Verantwortung und Zukunft“ der deutschen Wirtschaft bei.
Die Umfirmierung zur Quante Fernmeldemontagen GmbH erfolgte 1967.
Die Umwandlung in eine Aktiengesellschaft wurde im Jahr 1988 vollzogen, darauf erfolgte der Börsengang am 22. März 1991. Gehandelt wurden die Aktien an den Börsenplätzen in Düsseldorf, Frankfurt am Main und Stuttgart. Das eingenommene Kapital wurde investiert, indem man die französische Poyet-Gruppe erwarb.
Im Jahr 2000 wurde die Quante AG von der 3M (Minnesota Mining & Manufacturing Co) übernommen, das Unternehmen hatte dazu das gesamte Aktienpaket von 5.200.000 Stammaktien von der Familie Quante übernommen und war dadurch in Besitz von 50 Prozent des Grundkapitals. Für die restlichen Aktien am freien Markt gab die 3M ein Übernahmeangebot ab, das über drei Monate leicht verbessert wurde. Die letzte Hauptversammlung fand im September 2000 statt. Zu Ende des Jahres wurde das, nunmehr Tochterunternehmen von 3M, restrukturiert. 2003 wurden durch ein Squeeze-out sämtliche Kleinaktionäre ausgekauft und der Sitz von Wuppertal nach Neuss verlegt.

## Das Gebäudeensemble

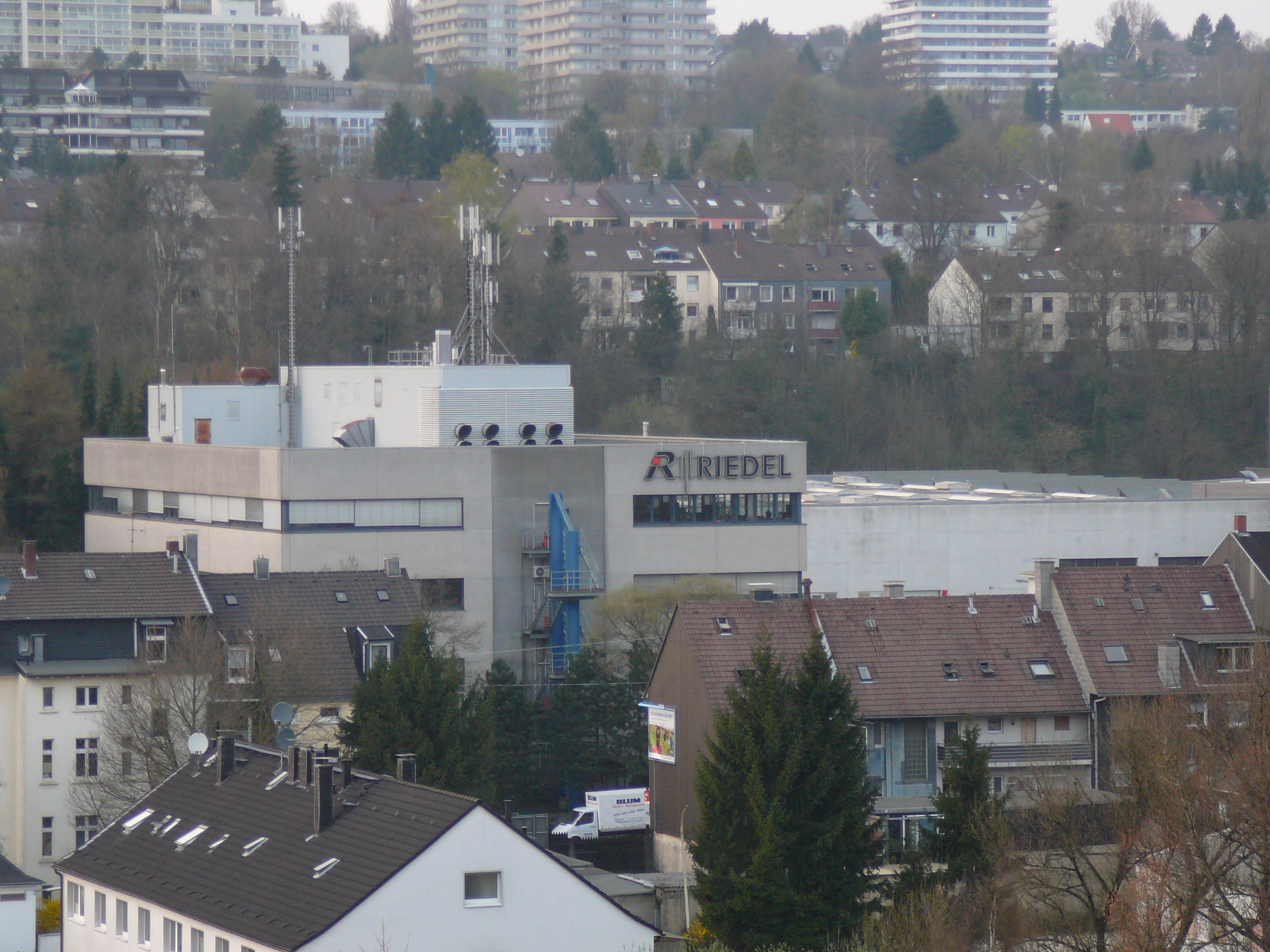
Das ehemalige Gebäudeensemble Quante, nun Gewerbepark Ideon

In Wuppertal-Elberfeld hatte die Quante an der Uellendahler Straße ein größeres Gebäudeensemble, nach der Übernahme durch 3M wurde der Standort aufgegeben, 2004 wurde das 50.000 m² große Areal von der Riedel Funk- und Intercomtechnik  übernommen, die dort einen Teil des Gebäudeensembles als Hightech-Unternehmenspark („Gewerbepark Ideon“) weiter vermietet.